# Goniec Polski (1850–1851)
Goniec Polski – dziennik ukazujący się w Poznaniu od 3 lipca 1850 do grudnia 1851.
Goniec był próbą utrzymania w Poznaniu polskiej prasy codziennej. Wskutek pruskich represji upadły dwa wcześniejsze polskie dzienniki: Gazeta Polska i Dziennik Polski. Redaktorem odpowiedzialnym pisma był Antoni Rose, a rzeczywistym Władysław Bentkowski. Na łamach Gońca poruszano zarówno polskie zagadnienia narodowościowe, jak i szersze spektrum spraw słowiańskich. Prześladowania ze strony zaborcy sprawiły, że pismo upadło w grudniu 1851.